# Словарь Ламприера
«Словарь Ламприера» (англ. Lemprière's Dictionary) — постмодернистский роман британского писателя Лоуренса Норфолка, опубликованный в 1991 году. Был отмечен премией Сомерсета Моэма.

## Сюжет
Главный герой романа — Джон Ламприер, молодой британский знаток античности, живущий в конце XVIII века. Он начинает составлять лексикон по античной мифологии, и постепенно используемый им материал начинает прорываться в окружающую реальность. Вторая сюжетная линия связана с осадой Ла-Рошели в 1627—1628 годах.

## Восприятие
Роман переведён на многие европейские языки, удостоен премии Сомерсета Моэма. Один из критиков отметил, что Норфолк здесь использовал элементы как традиционного исторического романа, так и стимпанка .